# Ibrahim Mohamed Al-Ouiran
Ibrahim Mohamed Al-Ouiran (arab. ‏ابراهيم محمد العوران‎, ur. 28 listopada 1962) – saudyjski sportowiec.
Brał udział w rzucie dyskiem na Letnich Igrzyskach Olimpijskich 1988.